# ミチェラーダ

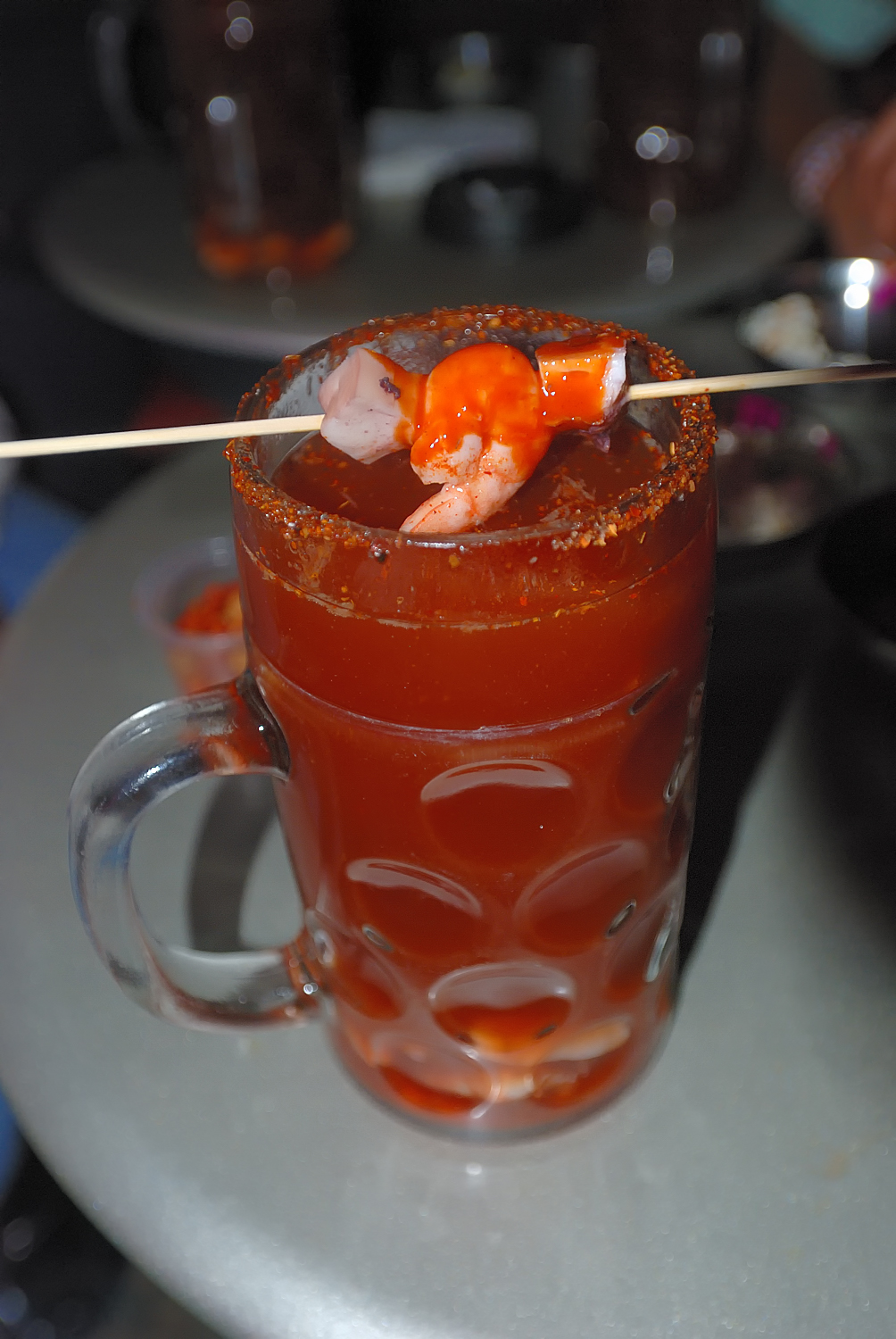
ミチェラーダ

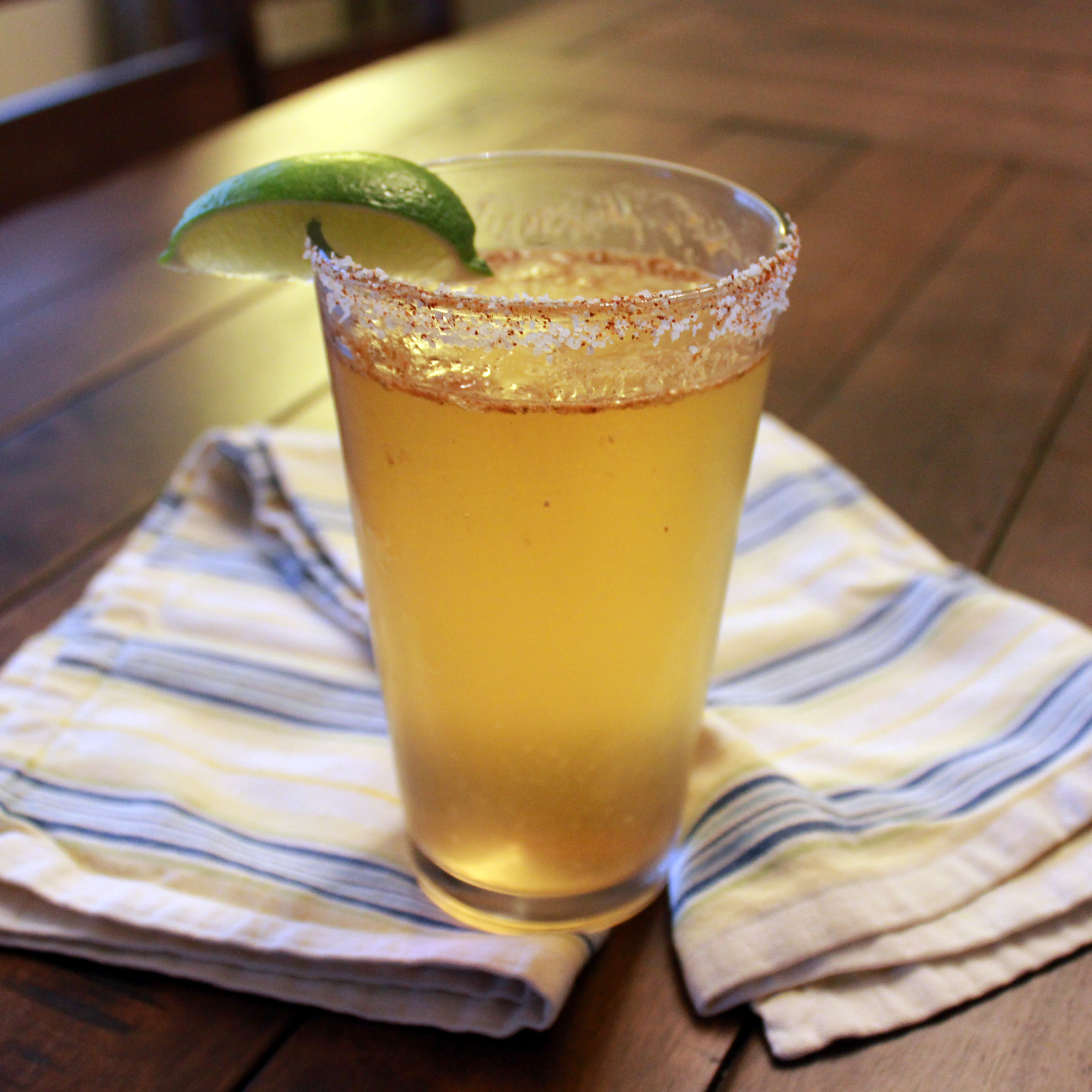
メキシコのラガービール、ライムジュース、ウスターソース、セロリ塩、黒コショウ、ホットソースから作り、食塩、カイエンペッパー、ライムを飾ったミチェラーダ

ミチェラーダ(Michelada)は、ビールとライムジュースにソース、スパイス、トウガラシ等を加えて作るメキシコのビールカクテルである。冷やして縁に食塩を盛ったグラスで提供される。メキシコ及びラテンアメリカで様々なバリエーションがある。
ラテンアメリカでは、ミチェラーダは二日酔いの民間療法と信じられている。メキシコシティでは、ビール、ライム、食塩とホットソースまたはチリソースから作る。マギーソース、ウスターソース、チャモイパウダー、チリセラーノ、クラマト（トマトジュース）、オレンジのスライス等を材料にすることもある。

## 起源
ミチェラーダの起源と語源には、2つの有力な説がある。
1つは、サン・ルイス・ポトシ州のスポーツクラブClub Deportivo PotosinoのMichel Esperに関するものである。1960年代、Esperは"chabela"と呼ばれる特殊なカップに、ビール、ライム、食塩、氷、ストローを入れて、レモネード風にしてもらうよう頼んだ。クラブのメンバーは、この「Michelのレモネード」風ビールを注文するようになり、これが短縮されてミチェラーダと呼ばれるようになった。時が経つにつれて、もともとのレシピに様々なソースが加えられるようになった。今日では、当時と同じ材料で作られるが、グラスの縁に氷とチリパウダーが乗せられる。
もう一つの語源は、mi chela heladaのかばん語とするものである。chelaは、メキシコで冷たいビールを意味する言葉であり、mi chela heladaとは「私の氷入りの冷たいビール」を意味する。

## 市販
2010年代、アメリカ合衆国のビールメーカーは、ラテンアメリカでの人気に応えるために、様々なレシピのビールカクテルを販売し始めた。例えば、ミラー社は、「食塩とライム風味のチェラーダスタイルのライトラガー」として、ミラー・チリを販売している。アンハイザー・ブッシュ社は、ラガー、クラマト、ライムジュース、食塩のカクテルである、バドワイザー・チェラーダ及びバドライト・チェラーダを販売している。2012年時点で、テカテでは、ライムとスパイス入りのミチェラーダが販売されている。2015年には、グアテマラのビール会社Cerveceria Centro Americanaが"Dorada Draft Michelada Chiltepe"の商標名で販売を開始した。この地域で最も用いられるトウガラシであるチポトレで味付けされている。